# Cantina dei Santi

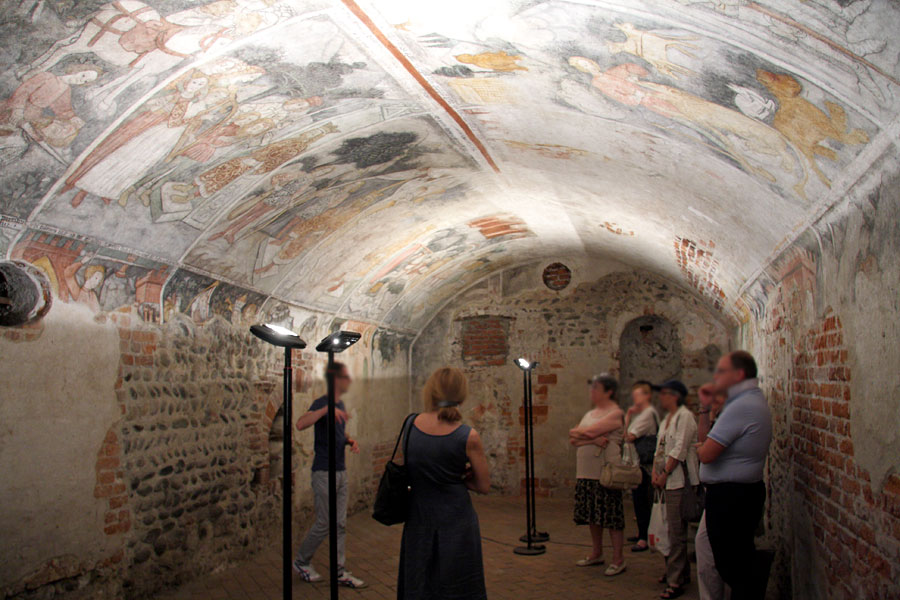
Interno della Cantina dei Santi

La Cantina dei Santi a Romagnano Sesia costituisce la sola superstite testimonianza dell'abbazia benedettina di San Silano (o San Silvano) resa artisticamente interessante dalla presenza di un ciclo di affreschi databili, secondo la maggior parte degli studiosi, verso la metà del XV secolo; altri autori propongono una datazione più tarda al terzo decennio del XVI secolo.

## I resti dell'abbazia di San Silano
Un documento risalente al 1008 testimonia la presenza a Romagnano di un'abbazia benedettina dedicata a San Silano, abbazia che ebbe un ruolo importante per lo sviluppo economico del paese. La rilevanza della abbazia è testimoniata, tra l'altro, dal fatto che nel XVI secolo essa fu retta, come abate commendatario, da Giovanni Angelo Medici di Marignano, che divenne papa con il nome di Pio IV e poi, dal nipote di quest'ultimo, l'arcivescovo di Milano Carlo Borromeo.
L'abbazia fu soppressa in età napoleonica. Da allora cambiò molte volte proprietà e le sue strutture, presenti nell'antica contrada della Badia, vennero progressivamente smantellate per far posto a nuove abitazioni. Nascosto tra case moderne, quello che rimane oggi dell'abbazia è solo un fabbricato seminterrato, composto da un ampio atrio colonnato in cotto e da due aule: le mura sono edificate con ciottoli di fiume disposti a "spina di pesce". Una dei queste aule - che si congettura fosse stata il refettorio o l'aula capitolare dell'abbazia, oppure ancora una stanza privata dell'abate - si presenta con una volta a botte  e costruisce la cosiddetta Cantina dei Santi.
La denominazione deriva dal fatto che, almeno dal 1777, il locale era effettivamente impiegato come cantina, con le botti di vino appoggiate agli affreschi delle pareti. Poca attenzione veniva posta ai malridotti affreschi affioranti dall'intonaco, intesi genericamente (ed impropriamente) come figure di Santi.
La struttura venne acquistata nel 1971 dalla locale Pro Loco e poi donata al Comune che si fece carico del finanziamento dei lavori di sistemazione dei locali e dei due successivi interventi di restauro degli affreschi (nel 1975 e nel 1986).

## Gli affreschi

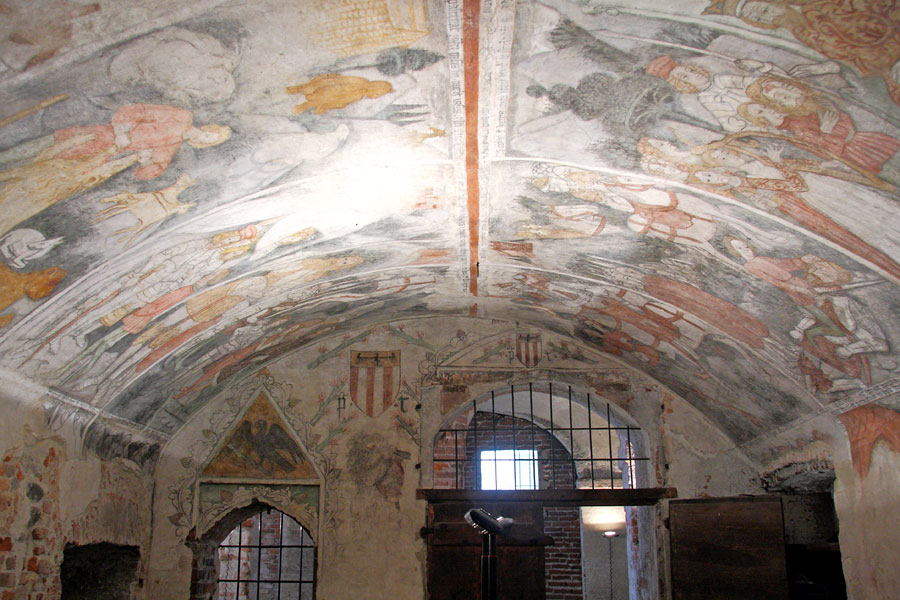
La volta affrescata

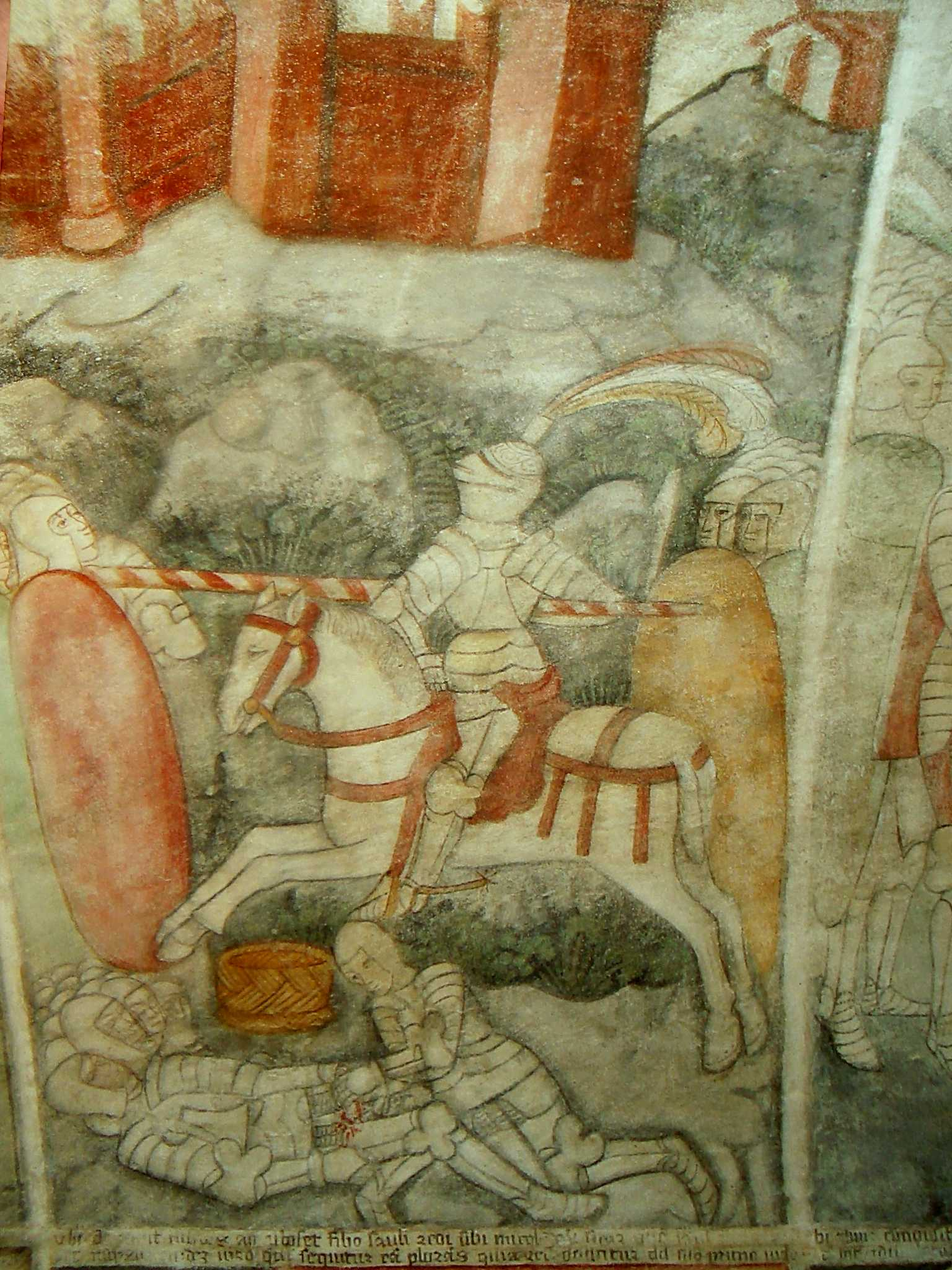
Bartolonus da Novara (?), Davide che uccide una moltitudine di Filistei mutilandone i prepuzi, affresco, metà del XV secolo, Romagnano Sesia

L'aula - della quale è difficile stabilire quale fosse la antica destinazione d'uso – era interamente affrescata sia sulle pareti, sia sulla volta a botte, formando un ciclo pittorico di ventotto riquadri finalizzato a narrare la storia biblica di Re Davide.
La gran parte degli affreschi che decoravano le pareti è andata irrimediabilmente perduta, mentre la quasi totalità di quelli posti sulla volta e sulla controfacciata appaiono, dopo i restauri, ancora perfettamente leggibili. Sono state recuperate anche le didascalie in caratteri gotici poste sotto ciascun riquadro: esse rappresentano citazioni bibliche tratte dal I libro e II libro di Samuele. Possiamo riconoscere sulla volta le scene raffiguranti 
- Davide pastore che difende il suo gregge uccidendo un leone;
- Golia che sfida l'esercito d'Israele;
- la vestizione di Davide da parte di Saul;
- Davide che colpisce Golia con la fionda;
- la decapitazione del cadavere di Golia;
- Davide che presenta la testa di Golia a Saul;
- Saul che riceve Davide nella sua tenda assieme al figlio Gionata;
- Davide che uccide una moltitudine di Filistei mutilandone i prepuzi;
- Davide che dona a Saul un cesto con i prepuzi raccolti.

Sulla parete di accesso all'aula si osservano due stemmi con pali rossi e bianchi (argento) sormontati da un'aquila nera in campo oro (capo dell'Impero) circondati da bastoni con tizzoni ardenti e dalle lettere P e T.  Vi compare inoltre (in un timpano triangolare circondato da motivi vegetali) la figura di un'aquila che reca tra gli artigli un altro bastone ardente. Si è congetturato trattarsi delle insegne araldiche del committente, l'abate Pietro Tizzoni che resse l'abbazia verso la metà del XV secolo.
Dal punto di vista iconografico il ciclo di affreschi presenta non poche incognite, essendo difficile comprendere quali ragioni abbiano portato ad una raffigurazione che sembra utilizzare il riferimento biblico alla vita del Re David come pretesto per compiacersi di immagini che narrano le gesta di un nobile cavaliere, utilizzando un linguaggio caro alla cultura cortese. Non va scordato che Re David nella produzione letteraria e pittorica del XV secolo compare tra le figure dei Nove Prodi, un gruppo di eroi antichi scelti per personificare gli ideali della cavalleria.

I personaggi che popolano le varie scene vestono infatti panni, copricapi ed armature dell'epoca ed i loro gesti paiono tratti da un romanzo cavalleresco. È plausibile pensare che il pittore incaricato di eseguire gli affreschi abbia avuto dal committente come modello un codice miniato di produzione lombarda, dal quale egli copiò le scene ed anche le didascalie latine in caratteri gotici.
Sull'ignoto autore degli affreschi - che cerca con evidenza di tener fede al linguaggio del gotico internazionale, per come esso andò diffondendosi tra Piemonte e Lombardia – non si hanno notizie documentate. Ragioni cronologiche e di affinità stilistica hanno portato ad ipotizzare che si tratti di Bartulonus da Novara, un frescante attivo in quegli anni al quale si attribuiscono molteplici imprese decorative nell'area novarese.

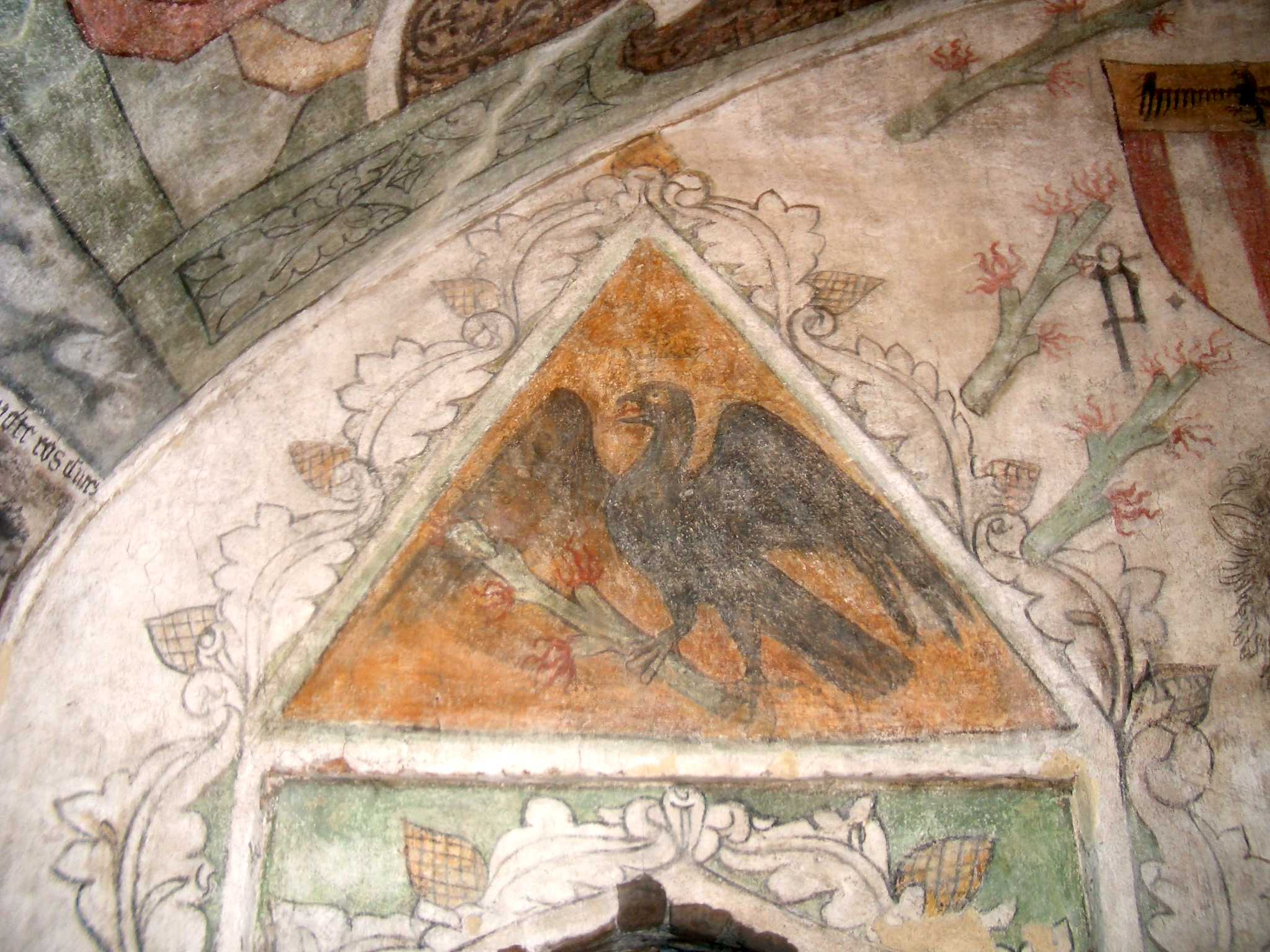
Simbolo araldico sulla parete di ingresso
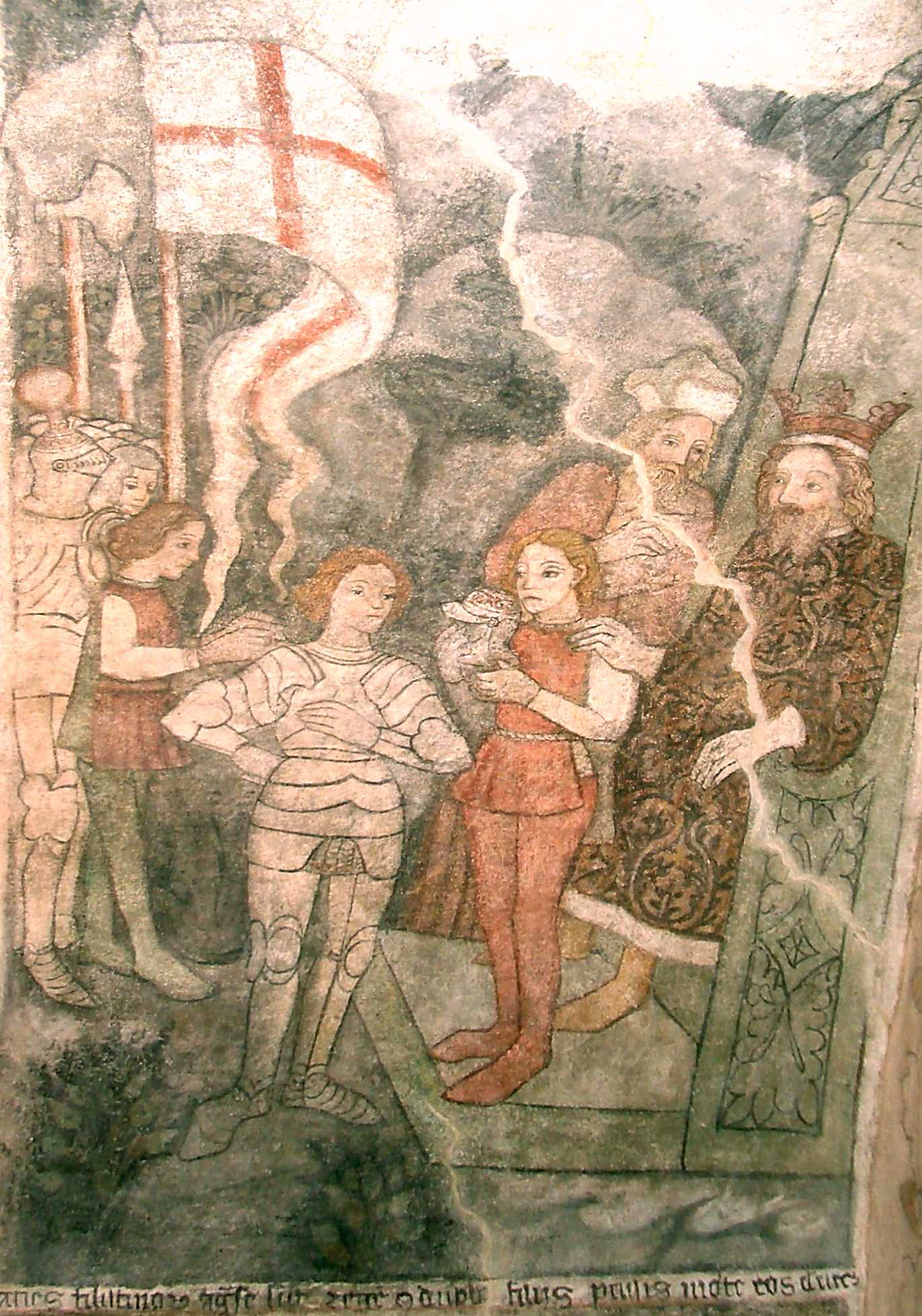
La vestizione di Davide da parte di Saul
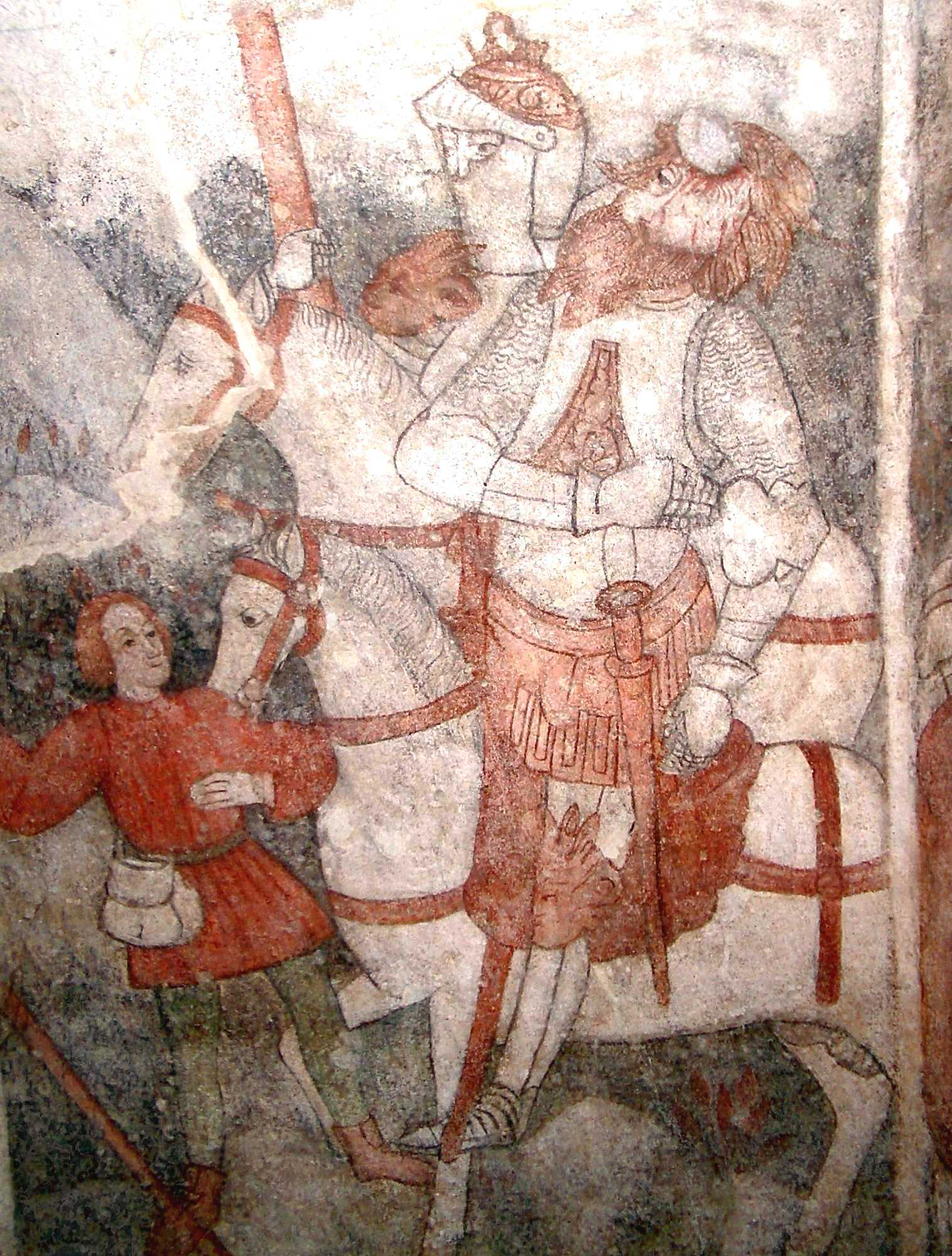
Davide che colpisce Golia con la fionda
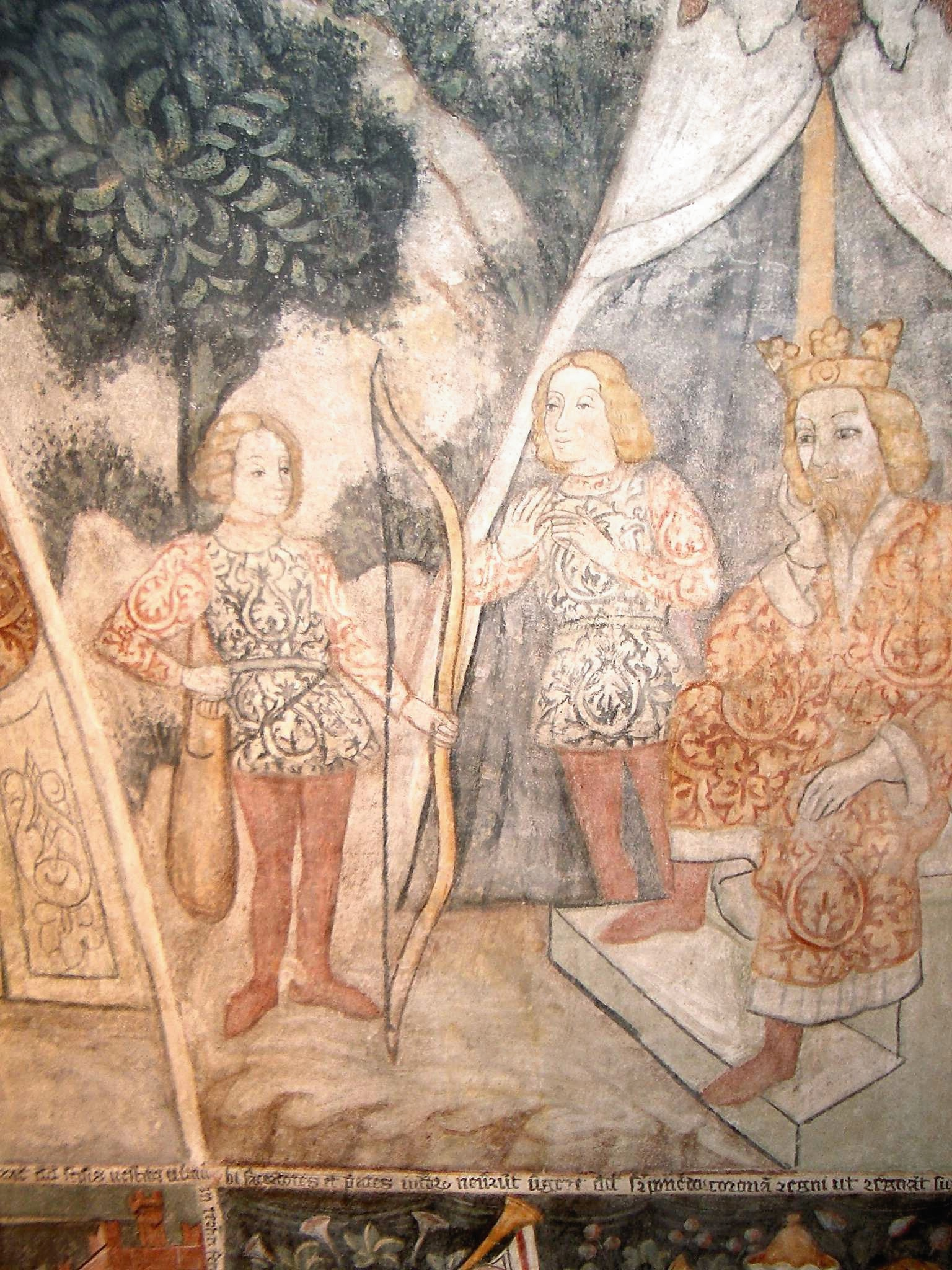
Saul che riceve Davide nella sua tenda assieme al figlio Gionata
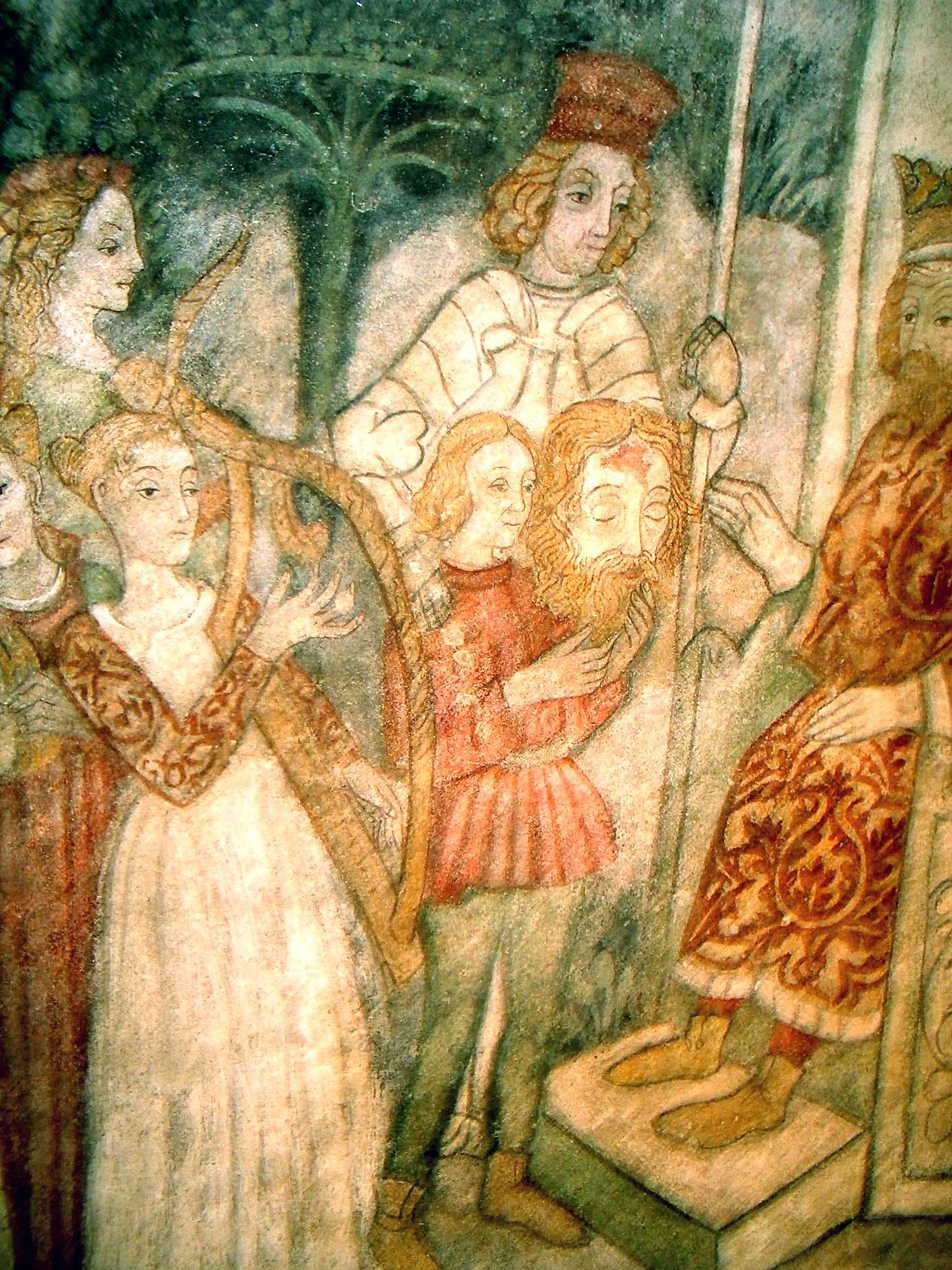
Davide che presenta la testa di Golia a Saul
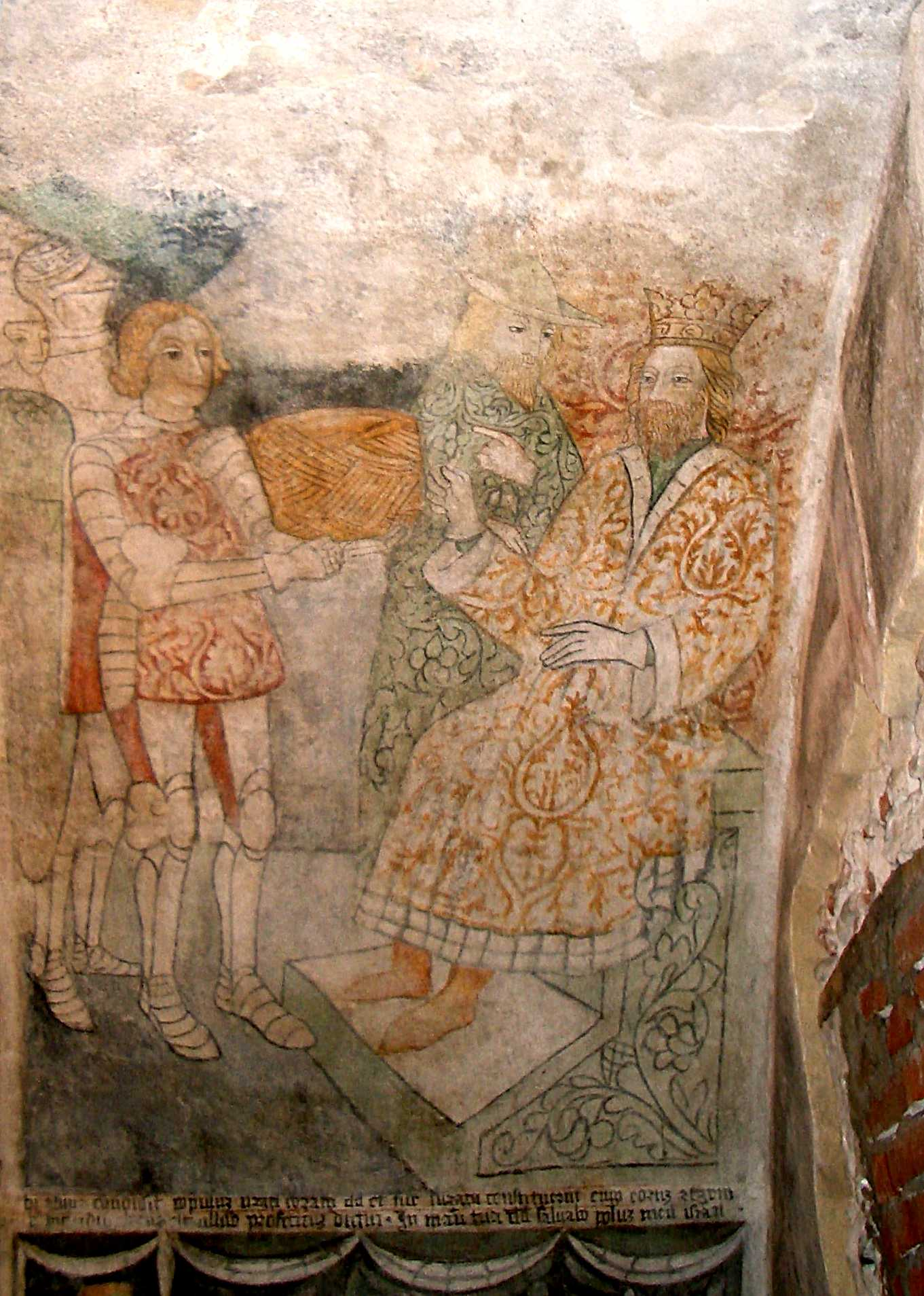
Davide che dona a Saul un cesto con i prepuzi raccolti